# 白凤芝
白凤芝（1970年—），云南宁洱人，哈尼族，中华人民共和国政治人物、第十一届全国人民代表大会云南地区代表。
毕业于云南农业大学烟草专业。担任云南省宁洱哈尼族彝族自治县副县长。2008年起担任全国人大代表。